# Slöjvaxskivling
Slöjvaxskivling (Hygrophorus purpurascens) är en svampart som tillhör divisionen basidiesvampar, och som först beskrevs av Johannes Baptista von Albertini, Schwein. och Fr., och fick sitt nu gällande namn av Fr.. Slöjvaxskivling ingår i släktet Hygrophorus, och familjen Hygrophoraceae. Enligt den finländska rödlistan är arten starkt hotad i Finland. Enligt den svenska rödlistan är arten starkt hotad i Sverige. Arten förekommer i Götaland, Svealand, Nedre Norrland och Övre Norrland. Artens livsmiljö är örtrik moskog.